# Club Atlético Platense
Il Club Atlético Platense, chiamato comunemente solo Platense, è una società calcistica con sede a Vicente López, in Argentina. Milita nella Primera División, la massima serie del campionato argentino di calcio.

## Storia
Il Platense fu fondato il 25 maggio 1905.
Il club ha militato nella seconda divisione argentina dal 1956 al 1964 e dal 1972 al 1976, quando conquistò il suo primo titolo, vincendo la División B e guadagnando così la promozione nella Primera División. Il Platense rimase in prima divisione, salvandosi spesso nelle ultime giornate, fino al 1999, quando retrocesse in Primera B Nacional.
Iniziò un periodo di declino per la squadra che culminò con la retrocessione in Primera B Metropolitana alla fine della stagione 2001/02.
Il 17 maggio 2006, il Platense riuscì a vincere la Primera B Metropolitana, suo secondo titolo, guadagnando così la promozione in seconda divisione, il Nacional B. Il 9 dicembre 2023, per la prima volta nella sua storia, sotto la guida della leggenda argentina Martín Palermo, batte ai rigori il Godoy Cruz (1-1 nei 90', 5-6 d.c.r) e raggiunge la finale della Copa de La Liga Professional.
Il 2 giugno 2025 conquista per la prima volta nella sua storia il titolo di campione nazionale vincendo la finale contro l'Huracán.

## Palmarès

### Competizioni nazionali
- Campionato argentino: 1

Apertura 2025
- Tercera División: 1

1924
- División B: 1

1976
- Primera B Metropolitana: 1

2005-2006
- Primera B: 1

2017-2018

### Altri piazzamenti
- Campionato argentino:

Secondo posto: 1916, 1949
Terzo posto: 1926 (AAm)
- Primera B Nacional:

Promozione: 2020
- Copa de la Liga Profesional:

Finalista: 2023

## Numeri e record
- Stagioni in prima divisione: 54 (professionali)
- Stagioni in seconda divisione: 23
- Miglior vittoria: 8 - 0 contro l'Argentino de Quilmes nel 1939.
- Peggior sconfitta: 1 - 11 contro l'Independiente nel 1971.
- Capocannoniere: Vicente Sayago (1948-1956 con 75 gol).
- Maggior numero di presenze: Enrique Topini (1959-1973 con 324 partite).

## Rosa 2025
Aggiornata al 20 agosto 2025.
| N. |                      | Ruolo | Calciatore                 |
| -- | -------------------- | ----- | -------------------------- |
| 1  | Argentina (bandiera) | P     | Andrés Desábato            |
| 3  | Argentina (bandiera) | D     | Tomás Ariel Silva          |
| 4  | Uruguay (bandiera)   | D     | Edgar Elizalde             |
| 5  | Argentina (bandiera) | C     | Rodrigo Herrera            |
| 6  | Argentina (bandiera) | D     | Oscar Salomón              |
| 7  | Argentina (bandiera) | C     | Guido Mainero              |
| 8  | Argentina (bandiera) | C     | Marcos Portillo            |
| 9  | Cile (bandiera)      | A     | Maximiliano Rodríguez      |
| 10 | Argentina (bandiera) | A     | Vicente Taborda            |
| 11 | Argentina (bandiera) | C     | Franco Zapiola             |
| 12 | Argentina (bandiera) | D     | Jonathan Bay               |
| 13 | Argentina (bandiera) | D     | Ignacio Vázquez (capitano) |
| 14 | Argentina (bandiera) | C     | Leonel Picco               |
| 19 | Argentina (bandiera) | C     | Santiago Toloza            |

| N. |                      | Ruolo | Calciatore                |
| -- | -------------------- | ----- | ------------------------- |
| 20 | Argentina (bandiera) | A     | Rodrigo Márquez           |
| 21 | Argentina (bandiera) | A     | Augusto Lotti             |
| 22 | Argentina (bandiera) | D     | Raúl Lozano               |
| 23 | Argentina (bandiera) | C     | Enzo Roldán               |
| 24 | Argentina (bandiera) | D     | Bautista Barros Schelotto |
| 25 | Argentina (bandiera) | D     | Juan Ignacio Saborido     |
| 26 | Argentina (bandiera) | A     | Ignacio Schor             |
| 27 | Argentina (bandiera) | P     | Federico Losas            |
| 29 | Argentina (bandiera) | C     | Franco Minerva            |
| 32 | Argentina (bandiera) | C     | Franco Baldassarra        |
| 36 | Argentina (bandiera) | A     | Nicolás Orsini            |
| 42 | Argentina (bandiera) | D     | Gonzalo Goñi              |
| 77 | Paraguay (bandiera)  | A     | Ronaldo Martínez          |
| 97 | Perù (bandiera)      | A     | Juan Pablo Goicochea      |